# Trencapinyes de la Hispaniola
El trencapinyes de la Hispaniola (Loxia megaplaga) és una espècie d'ocell de la família dels fringíl·lids (Fringillidae) que habita a 
En diverses llengües rep el nom de “‘‘‘xxx” (Anglès: xxx. Francès: xxx).

## Descripció
- Fa uns 15 cm de llargària. Amb les mandíbules creuades típiques del gènere.
- Mascle de color vermell pàl·lid. Ales negres amb dues bandes blanques.
- Femella de colors apagats i ratlles fosques longitudinals. Ales negroses amb dues bandes blanques. Carpó groguenc.

## Hàbitat i distribució
Aquest ocell està adaptat a l'aprofitament dels boscos de Pinus occidentalis, a les muntanyes de l'illa de la Hispaniola